# Trifelsblick-Hütte
Die Trifelsblick-Hütte, auch Hütte Trifelsblick und Gleisweiler Hütte genannt, ist eine von der Sektion Gleisweiler des Pfälzerwald-Vereins bewirtschaftete Schutzhütte im Pfälzerwald. Sie steht nahe Gleisweiler im rheinland-pfälzischen Landkreis Südliche Weinstraße auf dem Südhang des Teufelsberges.
Von der an Wochenenden und an Feiertagen bewirtschafteten Hütte bietet sich Aussicht in Richtung Wasgau, Nordschwarzwald und zum Straßburger Münster sowie zu den Vogesen.
Mit den anderen Häusern des Pfälzerwald-Vereins ist die Hütte seit 2021 mit dem Eintrag Pfälzerwaldhütten-Kultur Bestandteil des Immateriellen Kulturerbes in Deutschland der deutschen UNESCO-Kommission.

## Geographische Lage
Die Trifelsblick-Hütte steht im Naturpark Pfälzerwald und im Biosphärenreservat Pfälzerwald-Vosges du Nord. Im Südteil der Haardt befindet sie sich nahe der Grenze zur Waldgemarkung von Walsheim im Gemeindegebiet von Gleisweiler, deren Kernort 1,2 km südöstlich liegt. Von der auf 537 m ü. NHN stehenden Hütte steigt die Landschaft nach Nordnordosten zum etwa 600 m entfernten Teufelsberggipfel (597,6 m) an.

## Geschichte
Mit der Neugründung der Ortsgruppe Gleisweiler des Pfälzerwald-Vereins im Jahre 1969 wurde der Bau einer Hütte angestrebt. Die Trifelsblick-Hütte wurde 1970 in Eigenleistung mit finanzieller Unterstützung der Gemeinde Gleisweiler errichtet.

## Zugänge und Wanderungen
Die Trifelsblick-Hütte kann auf Waldwegen und -pfaden erreicht werden. Von Gleisweiler und Burrweiler sind verschiedene Aufstiegswege möglich. Ausgehend von Burrweiler kann der Aufstieg über den Annaberg erfolgen. In Gleisweiler kann der direkte Aufstieg ausgehend vom Sanatorium Badstraße oder der längere Weg über das Hainbachtal gewählt werden. Ein weiterer Zugang ist ausgehend vom Tal des Modenbachs entlang dem Ziegelbach über die Wegspinne Dreimärker möglich.
Als Wanderziele in der Nähe der Hütte können der Teufelsberg mit den Teufelsfelsen und dem Wetterkreuz sowie die St.-Anna-Kapelle auf dem Annaberg erreicht werden. Die benachbarten Hütten des Pfälzerwald-Vereins sind die St.-Anna-Hütte, die Landauer Hütte und das Waldhaus Drei Buchen.

## Aussichtsmöglichkeiten
Von der Trifelsblick-Hütte besteht Aussicht in Richtung Wasgau, Nordschwarzwald und bei besonders guten Sichtbedingungen zum Straßburger Münster sowie zu den Vogesen. Insbesondere ergibt sich ein schöner Blick in das Queichtal bei Annweiler und zu den Felsenburgen Trifels, Anebos und Scharfenberg, sowie den Buntsandsteinfelsen Asselstein, Jungturm, Fensterfels und Münzfels.